# 臺北市政府社會局
臺北市政府社會局（簡稱臺北市社會局），1945年成立，是臺北市政府所屬的一級機關。

## 歷任局長
| 1    | 彭德   | 1967年7月      | 1972年6月      | 未知 |
| 2    | 郝成璞 | 1972年6月      | 1981年4月      | 金門戰地政務委員會委員兼金門縣縣長                                                                           |
| 3    | 蔡漢賢 | 1981年5月      | 1986年2月      | 未知 |
| 4    | 白秀雄 | 1986年2月      | 1993年4月      | 未知 |
| 5    | 陳士魁 | 1993年4月      | 1994年12月     | 未知 |
| 6    | 陳菊   | 1994年12月     | 1998年12月     | 未知 |
| 7    | 謝秀芬 | 1998年12月     | 1999年7月      | 未知 |
| 8    | 陳皎眉 | 1999年7月      | 2002年12月     | 未知 |
| 9    | 顧燕翎 | 2002年12月     | 2004年7月      | 未知 |
| 10   | 薛承泰 | 2004年8月      | 2006年12月24日 | 威斯康辛大學麥迪遜分校社會學博士                                                                             |
| 11   | 師豫玲 | 2006年12月25日 | 2010年12月24日 | 台北市政府社會局科長、台北市中正區區長、台北市政府勞工局副局長、台北市政府勞工局局長                         |
| 12   | 江綺雯 | 2010年12月25日 | 2014年1月1日   | 教育家，備註：借調期滿，返校任教                                                                             |
| 13   | 王浩   | 2014年1月1日   | 2014年12月24日 | 前主播、台北市議員                                                                                           |
| 14   | 許立民 | 2014年12月25日 | 2018年7月20日  | 醫師，曾參與社會運動、環保運動                                                                               |
| 代理 | 黃清高 | 2018年7月31日  | 2018年12月24日 | 副局長兼代理局長                                                                                             |
| 15   | 陳雪慧 | 2018年12月25日 | 2020年1月31日  | 新竹市政府社會處處長                                                                                         |
| 代理 | 蔡炳坤 | 2020年2月1日   | 2020年3月31日  | 副市長兼代理局長                                                                                             |
| 16   | 劉志光 | 2020年4月1日   | 2020年7月16日  | 臺北市立聯合醫院中興院區院長                                                                                 |
| 17   | 周榆修 | 2020年7月16日  | 2022年12月25日 | 台北市政府顧問                                                                                               |
| 18   | 姚淑文 | 2022年12月25日 | 現任           | 東吳大學社會資源處社會資源長、東吳大學健康暨諮商中心主任、東吳大學心理學系兼任助理教授、現代婦女基金會執行長 |

## 附屬機構
- 浩然敬老院[2]
- 陽明教養院[3]
- 臺北市家庭暴力暨性侵害防治中心[4]

### 社會福利服務中心
- 士林社會福利服務中心
- 大同社會福利服務中心
- 大安社會福利服務中心
- 中山社會福利服務中心
- 中正社會福利服務中心
- 內湖社會福利服務中心
- 文山社會福利服務中心
- 北投社會福利服務中心
- 松山社會福利服務中心
- 信義社會福利服務中心
- 南港社會福利服務中心
- 萬華社會福利服務中心

## 組織架構
- 局長
  - 副局長
    - 秘書

- 人民團體科：社會團體、工商業及自由職業團體、合作社、社區發展協會及社會福利相關基金會等會務輔導事項。
- 社會救助科：弱勢市民生活扶助、醫療補助、急難救助、災害救助、國民年金保險補助、以工代賑、平價住宅管理及居民輔導等事項。
- 身心障礙者福利科：身心障礙者有關之權益維護、福利服務與相關機構之監督及輔導等事項。
- 老人福利科：老人有關之權益維護、福利服務與相關機構之監督及輔導等事項。
- 婦女福利及兒童托育科：婦女有關之權益維護、福利服務、性別平權倡導與相關機構之監督及輔導；育兒津貼、兒童托育業務與相關人員、機構之監督及輔導等事項。
- 兒童及少年福利科：兒童及少年有關之權益維護、福利服務及相關機構之監督與輔導等事項。
- 綜合企劃科：社會福利政策、制度、施政計畫之規劃整合與研究發展、社會福利用地需求評估與開發規劃及社會福利有關基金之管理等事項。
- 社會工作科：社會工作直接服務、遊民輔導庇護、社會工作專業發展、社會工作師管理及志願服務等事項。
- 老人自費安養中心：提供進住中心老人生活照顧、文康活動、健康指導及相關專業服務等事項。
- 資訊室：負責社政資訊系統之規劃、設計、維護及管理等事項。
- 秘書室：文書、檔案、出納、總務、財產之管理，研考業務及不屬於其他各單位事項。
- 會計室：依法辦理歲計、會計及統計事項。
- 人事室：依法辦理人事管理事項。
- 政風室：依法辦理政風相關業務。